# Hauptstraße C42
Die Hauptstraße C42 (englisch Main Road C42) verläuft im Norden Namibias. Sie verbindet zunächst als asphaltierte Straße die beiden Städte Tsumeb und Grootfontein und führt dabei unweit am Hoba-Meteorit vorbei. Von Grootfontein an verfügt die C42 lediglich noch über eine Kiestragschicht und verläuft weiter ostwärts nach Okatjoruu.